# 테이커스
테이커스(Takers)는 2010년 개봉한 미국의 영화이다.

## 캐스트
- 맷 딜런 - 잭 웰리스(Jack Welles)
- 폴 워커 - 존 라웨이(John Rahway)
- 이드리스 엘바 - 고든 제닝스(Gordon Jennings)
- 제이 헤르난데즈 - 에디 해처(Eddie Hatcher)
- 마이클 엘리 - 제이크 아티카(Jake Attica)
- T.I. - 딜론테 리버스(Delonte Rivers)
- 크리스 브라운 - 제시 아티카(Jesse Attica)
- 헤이든 크리스텐슨 - A.J.